# Siphocampylus attenuatus
Siphocampylus attenuatus är en klockväxtart som först beskrevs av Karel Presl, och fick sitt nu gällande namn av A.Dc. Siphocampylus attenuatus ingår i släktet Siphocampylus och familjen klockväxter.
Artens utbredningsområde är Peru. Inga underarter finns listade i Catalogue of Life.